# Itinerário Cultural do Conselho da Europa
O Itinerário Cultural do Conselho da Europa é um título atribuído a rotas culturais reconhecido como significativo em toda a Europa, pelo Conselho da Europa através da promoção da cultura compartilhada, história, memória e integração europeia. Tais itinerários devem também corresponder a alguns valores fundamentais promovidos pelo Conselho da Europa, como a democracia, direitos do homem e intercâmbios interculturais no quadro do turismo cultural.
Um Itinerário (ou Rota) não é necessariamente um caminho físico a ser percorrido e pode ser composto de partes de interesse cultural, como museus, municípios ou governos locais agrupados numa única associação. A atribuição do titulo e inclusão no Itinerário Cultural do Conselho da Europa abre o caminho para uma maior visibilidade, rede de agentes culturais ou mesmo financiamento. Deve-se notar também que o programa foi lançado pelo Conselho da Europa e não pela União Europeia, embora essa contribua para isso. Como resultado, o programa vai além das fronteiras da UE e da Europa em si, uma vez que lguns  itinerários abrangem o Norte de África e o Médio-Oriente.
O programa foi lançado em 1987 e é gerido pelo Instituto Europeu de Rotas Culturais (EICR) com sede no Luxemburgo desde 1989. Desde 2010, o processo de avaliação e certificação é possibilitado pelo Acordo Parcial Alargado sobre Rotas Culturais (EPA).
No início de 2017, 32 Itinerários Culturais foram certificados conforme consta na lista abaixo. Existem também outros itinerários não-certificados ainda sob projeto, que são registados pelo EICR, responsável pelo processo de inscrição.

## História
Os Itinerários Culturais do Conselho da Europa são ferramentas da cooperação cultural europeia implementadas pelo Conselho da Europa com a "Convenção Cultural Europeia" em 1954.
Em 23 de Outubro de 1987, a Declaração de Santiago de Compostela estabeleceu os itinerários de peregrinação de Santiago de Compostela, a primeira rota cultural europeia. A partir desse momento, o Conselho da Europa implementou gradualmente uma certificação de itinerários ou rotas de interesse cultural, social ou histórico, com vista a aproximar as culturas e povos europeus. Os critérios de certificação foram revistos ao longo da existência do programa, a última vez foi em Dezembro 2013.
O Instituto Europeu de Itinerários (Rotas) Culturais (EICR) foi criado em 1998, na sequência de um acordo político entre o Conselho da Europa e o Governo do Luxemburgo. O EICR tem sido responsável pela gestão do programa de Itinerários Culturais desde então, assegurando ligações entre as associações do Itinerário Cutural,  a sua rede universitária, o Conselho da Europa e, desde 2010, os órgãos estatutários da EPA.
Como resultado, o instituto organiza várias reuniões anuais entre as partes interessadas do programa, ajuda na certificação de novos Itinerários Culturais, avalia de três em três anos os Itinerários certificados ou promove os Itinerários Culturais já existentes.
Em Dezembro de 2010, o Comit de Ministros do Conselho da Europa adotou uma resolução estabelecendo o Acordo Parcial Ampliado sobre Rotas Culturais (EPA). Este acordo visava facilitar o financiamento e a organização do programa. A EPA é baseada no EICR e reúne periodicamente representantes de alguns dos estados que estão mais interessados no programa, que têm o poder de certificar novos itinerários culturais e avaliar itinerários já certificados.

## Lista dos Itinerários Culturais do Conselho da Europa[3]

### Itinerários Culturais do Conselho da Europa Cultural e respectivas datas de certificação
- Rotas de Peregrinação do Caminho de Santiago de Compostela (1987)
- Liga Hanseática (1991)
- Rotas Viking (1993)
- Via Cássia (1994)
- Rotas da Andaluzia (1997)
- A Grande Viagem de Mozart (2002)
- Rota dos Fenícios (2003)
- Rota de Ferro dos Pirenéus (2004)
- Caminho de São Martinho de Tours (2005)
- Sitios da Ordem de Cluny (2005)
- Rotas da Oliveira (2005)
- Via Regia (2005)
- Transromânica (2007)
- Rota Iter Vitis (2009)
- Rota das Abadias Cisterciences (2010)
- Rota dos Cemitérios Europeus (2010)
- Percursos Prehistóricos de Arte Rupestre (2010)
- Rota das Termas (2010)
- Rota dos Caminho de Santo Olavo (2010)
- Rota do Património Judeu na Europa (2004)
- Os Sítios Casadeanos (2012)
- Rota da Cerâmica (2012)
- Rota da Cultura Megalítica (2013)
- Percurso dos Huguenotes e Valdenses (2013)
- Atrium - Arquitetura dos Regimes Totalitários na Memória Urbana do Século XX (2014)
- Rede da Arte Nova (2014)
- Via dos Habsburgo (2014)
- Rota dos Imperadores Romanos e Vinhos no Danubio (2015)
- Na caminhada de Robert Louis Stevenson (2015)
- Destino Napoleão (2015)
- Rotas do Imperador Carlos V (2015)
- Rota das Cidades Fortificadas da Grande-Região Luxemburguesa (2016)
- Via Charlemagne (2018)
- Rotas dos Impressionismos (2018)
- Rota da Cortina de Ferro (2019)
- Rota Europeia da Libertação (2019)
- Rota Europeia do Património Industrial (2019)
- Destinos Le Corbusier: Percursos arquitétonicos (2019)
- Rotas da Reforma Protestante (2019)